# قبتشاق (عباس الغربي)
قبتشاق (بالفارسية: قپچاق) هي منطقة سكنية تقع في إيران في قسم عباس الغربي الريفي. يقدر عدد سكانها بـ 193 نسمة .